# José Antonio Quiroga
José Antonio Quiroga Fernández (Gijón, Asturias, España, 2 de enero de 1969) es un exfutbolista español que se desempeñaba como centrocampista.

## Clubes
| Club               | País   | Año       |
| ------------------ | ------ | --------- |
| Real Oviedo        | España | 1990-1991 |
| Real Burgos C. F.  | España | 1993-1994 |
| U. D. Salamanca    | España | 1994-1996 |
| C. D. Badajoz      | España | 1996-1998 |
| S. D. Compostela   | España | 1998-1999 |
| Caudal Deportivo   | España | 1999-2000 |
| S. D. Ponferradina | España | 2000-2003 |